# Antiphrisson anushae
Antiphrisson anushae är en tvåvingeart som beskrevs av Richter 1963. Antiphrisson anushae ingår i släktet Antiphrisson och familjen rovflugor. Inga underarter finns listade i Catalogue of Life.